# King's Quest V: Absence Makes the Heart Go Yonder!
King's Quest V: Absence Makes the Heart Go Yonder! är ett äventyrsspel utvecklat av Sierra Entertainment, släppt den 9 november 1990, och är det femte spelet i King's Quest-serien. Spelets grafik var en stor förbättring från de tidigare spelen i serien, då det var det första spelet i serien med VGA. Det var även det första King's Quest-spelet som istället för en textparser använde sig av ett peka-och-klicka-gränssnitt.